# Rio Quebra-Perna
O rio Quebra-perna é um curso de água que banha o município de Telêmaco Borba, no estado do Paraná. Sua nascente está localizada próximo a Reserva Particular do Patrimônio Natural Fazenda Monte Alegre. Pertence à bacia do rio Tibagi, sendo um afluente deste.
No curso d'água, está localizado o Cachoeirão do rio Quebra-perna (conhecido também apenas como Cachoeirão) que forma uma área de lazer dentro da área particular da Klabin S.A., na Fazenda Monte Alegre. O referido atrativo é a cachoeira em laje de pedra e a formação de uma pequena prainha de areia. O acesso ao local pode ser realizado pela estrada do Miranda, estrada não pavimentada, aproximadamente a 13 km a partir do trevo de Harmonia, na PR-160.